# Chi Cỏ tai tượng
Chi Cỏ tai tượng hay gọi ngắn gọn là chi Tai tượng (Acalypha) (từ tiếng Hy Lạp có nghĩa là "tầm ma", nhưng trong tiếng Việt thì tầm ma lại là từ để chỉ chi Urtica) là một chi thực vật thuộc họ Đại kích (Euphorbiaceae) và là chi duy nhất trong phân tông Acalyphinae. Với khoảng 450-500 loài từ cây thân thảo tới cây bụi, chi này chỉ đứng sau các chi Euphorbia, Croton và Phyllanthus trong sự đa dạng. Cây tai tượng đuôi chồn (Acalypha hispida), được trồng như là một loại cây cảnh trong nhà do hoa sặc sỡ và đẹp, có lẽ là loài được biết đến nhiều nhất. Các loài khác được trồng để lấy lá. Một số loài được dùng làm thuốc trong Đông y.

### Phân bổ
Các loài trong chi này chủ yếu sinh trưởng ở vùng nhiệt đới và cận nhiệt đới (nhưng không thấy có ở Hawaii và một vài đảo khác trên Thái Bình Dương), và chỉ có một ít loài sinh sống ở vùng ôn đới. Tại châu Mỹ có khoảng 2/3 các loài đã biết, phân bổ từ miền nam Hoa Kỳ tới Uruguay và miền bắc Argentina.

### Phân loại học
Các tên gọi các chi sau có thể coi là từ đồng nghĩa với Acalypha:
- Acalyphes Hassk.
- Acalyphopsis Pax & K.Hoffm.
- Calyptrospatha Klotzsch cũ Baill.
- Caturus L.
- Corythea S.Watson
- Cupameni Adans.
- Galurus Spreng.
- Gymnalypha Griseb.
- Linostachys Klotzsch cũ Schltdl.
- Mercuriastrum Fabr.
- Odonteilema Turcz.
- Paracelsea Zoll.
- Ricinocarpus Kuntze
- Schizogyne Ehrenb. cũ Pax
- Usteria Dennst

## Các loài
Một số loài được liệt kê dưới đây.
- Acalypha australis - Tai tượng Úc, trong đông y gọi là thiết hiện thái (铁苋菜)
- Acalypha californica
- Acalypha godseffiana
- Acalypha gracilens
- Acalypha hispida - Tai tượng đuôi chồn
- Acalypha indica - Tại tượng xanh hay tai tượng Ấn.
- Acalypha klavea
- Acalypha monococca
- Acalypha pendula
- Acalypha phleoides
- Acalypha radians
- Acalypha repens
- Acalypha siamensis
- Acalypha virginica
- Acalypha wilkesiana - Tai tượng đỏ

v.v